# .mr
.mr è il dominio di primo livello nazionale assegnato alla Mauritania.
È gestito dall'Università di Nouakchott.
Nel 2019 l'ICANN ha approvato il dominio internazionalizzato موريتانيا. (xn--mgbah1a3hjkrd).